# Mihara
Mihara (美原区, Mihara-ku) és un dels set districtes que formen la ciutat de Sakai, a la prefectura d'Osaka, Japó. Anteriorment va ser una vila i municipi pertanyent al districte de Minamikawachi fins a l'any 2005.

## Geografia
El districte de Mihara es troba localitzat a l'est del municipi de Sakai, sent el districte més oriental d'aquest. Quan Mihara era un municipi independent, aquest pertanyia al districte de Minamikawachi i a la regió homònima, però en ser absorbit per Sakai, ha passat a formar part de la regió de Senboku. El districte de Mihara limita amb el districte de Higashi a l'oest i amb el de Kita, ambdós a la ciutat de Sakai. Al nord, Mihara limita amb Matsubara i Habikino; a l'est amb Tondabayashi i al sud amb Ōsaka-Sayama.

## Història
Fins als primers anys de l'era Meiji, l'àrea on actualment es troba el districte va formar part de l'antiga província de Kawachi. La vila de Mihara fou fundada el 30 de setembre de 1956 amb la unió dels pobles de Hirao, Kuroyama i Tannan. L'1 d'abril de 1957, el barri de Taijii, pertanyent fins aleshores a la vila de Minami-Ōsaka (actual Habikino), es integrat dins de Mihara. El 10 de març de 1960 es va crear l'emblema de la vila. El 6 de gener de 2003 es crea una comissió bilateral per tal de considerar la possible fusió amb la ciutat de Sakai. Mihara fou absorbida per la ciutat de Sakai l'1 de febrer de 2005, esdevenint part de la ciutat fins que l'1 d'abril de 2006 Sakai va passar a ser una ciutat designada pel govern japonés, creant-se el districte de Mihara o Mihara-ku (美原区).

## Transport

### Ferrocarril
Al districte de Mihara no hi ha cap estació de ferrocarril.

### Carretera
- Autopista Hanwa - Autopista Minami-Hanna
- Nacional 309